# Armand Viré
Pour les articles homonymes, voir Viré (homonymie).
Armand Viré, né le 28 janvier 1869 à Lorrez-le-Bocage-Préaux (Seine-et-Marne) et mort le 15 juillet 1951 à Moissac (Tarn-et-Garonne), est un spéléologue français, qui fut un précurseur de la spéléologie lotoise, un hydrogéologue, un préhistorien, un archéologue et un radiésthésiste. Avec René Jeannel et Émile Racovitsa, il fut l'un des fondateurs de la biospéléologie ou biospéologie.

## Biographie

### Grandes étapes de sa vie
Né à Lorrez-le-Bocage en Seine-et-Marne le 28 janvier 1869, Armand Viré passa sa jeunesse dans la région parisienne.
Le 30 juillet 1906, il s'attacha définitivement au Quercy par son mariage avec Mademoiselle Delor, originaire de Moissac, avec laquelle il eut trois filles. Il séjourna régulièrement dans sa maison de Lacave de 1902 à 1948.
Le 11 novembre 1949, âgé de 80 ans, il fut victime d'une chute consécutive à une fausse manœuvre d'un de ses équipiers lors de la remontée d'un gouffre aux environs du Bugue. Il ne se remit jamais complètement de cet accident et décéda le 15 juillet 1951 à Moissac où il s'était retiré.

### Études et carrière professionnelle
Il fréquenta les lycées de Sens et Henri IV à Paris.
Il fut lauréat du Concours général en 1885, licencié en 1892. Ses brillantes études furent couronnées par une thèse de doctorat ès sciences en 1899 : Essai sur la faune obscuricole de France. Cet ouvrage, le 1er écrit sur des observations scientifiques en la matière, révéla au monde savant de l'époque l'existence réelle d'une faune cavernicole.
Grâce à ce travail, la biologie des cavernes venait enrichir considérablement les activités scientifiques souterraines et contribua largement à l'essor de la spéléologie.
En 1894, le grand naturaliste Alphonse Milne Edwards le prit en estime et facilita son entrée au Muséum d'Histoire Naturelle en 1894, où il se consacra plus particulièrement à la faune et la flore souterraine.
Ses observations lui permirent de révéler des correspondances inattendues à l'époque entre les fossiles et la faune actuelle des rivières souterraines du Lot.
En 1896, il obtint la création du premier laboratoire souterrain, situé dans les carrières souterraines du Jardin des Plantes. C'est là que Viré inventa le terme de « biospéléologie », en travaillant sur toutes sortes d'espèces cavernicoles. Le laboratoire, détruit une première fois par une crue de la Seine en 1910, cessa définitivement de fonctionner après la déclaration de guerre de 1914. Sa paillasse, ainsi que divers éléments, s'y trouvent encore aujourd'hui.
De 1894 à sa retraite en 1929, il resta directeur du laboratoire de biologie souterraine à l'École des Hautes Études.

### Spéléologie
Il rencontra Édouard-Alfred Martel en 1895 et ce fut le début d'une étroite collaboration entre Armand Viré et ce maître incontesté de la spéléologie, avec des équipiers lotois tels que Pezet, Ernest Rupin, Edmond Albe, etc.. Ils explorèrent de nombreuses igues sur les causses du Quercy. En 1897, il crée le premier laboratoire souterrain destiné à l'étude expérimentale de la faune cavernicole. Il dirigea la société du gouffre de Padirac en 1898 et, le premier avec l'abbé Edmond Albe, il franchit la grande Barrière, le 14 avril 1899. Il découvrit aussi un affluent qui porte son nom.
Le 9 avril 1902, Armand Viré fit la première descente à l'igue de Saint Sol de Lacave sur la bordure du Causse de Gramat. Il fut ébloui par la beauté des concrétions et imagina alors de faire visiter cette cavité. Après avoir réalisé des relevés topographiques, il entreprit, dès le 12 avril 1904, de faire creuser un tunnel depuis la grotte Jouclas située sur la place de Lacave. Les travaux de terrassement qui durèrent deux mois dans le porche d'entrée lui firent découvrir de nombreux vestiges archéologiques. Sous la direction d'Edouard Brunet, les ouvriers forèrent un long et coûteux tunnel en pleine roche, ils n'atteignirent pas les magnifiques salles de l'igue de Saint-Sol, mais heureusement débouchèrent le 27 mai 1905 dans de belles galeries bien concrétionnées. Les grottes de Lacave étaient découvertes. Armand Viré fit commencer les aménagements le surlendemain. Le 7 septembre 1905 à 8 heures du matin, les deux premiers touristes faisaient leur entrée solennelle dans la grotte brillamment éclairée et en ressortaient éblouis... Il resta le propriétaire des grottes jusqu'en 1947.
Mais son champ d'explorations spéléologiques ne se limita pas aux seules cavités du Lot. Il prospecta toutes les régions karstiques françaises. Le ministère de l'instruction publique l'envoya en mission à l'étranger : Autriche, Italie, Allemagne, Algérie, à Nébilla au Maroc espagnol. En 1914, il fut chargé d'une mission très particulière par l'armée française : il s'agissait de rechercher des souterrains. Ses dons naturels de radiesthésiste lui permirent de mener à bien cette tâche difficile. En 1938, il partit pour Haïti étudier la préhistoire locale.
Il fut le second à descendre dans l'aven Armand. Une plaque de marbre scellée à l'ouverture naturelle de la merveille du Méjean rappelle aux visiteurs le mérite des spéléologues par cette inscription :
« Martel, Armand et Viré bienfaiteurs des Causses. Inventeurs du plus bel aven du monde ».
Dans les Pyrénées, il explora de nombreuses cavités, en particulier les grottes de Bétharram. En 1898, il publia « Les Pyrénées souterraines » dans les mémoires de la Société de Spéléologie.

### Biospéologie
C'est surtout dans le domaine de la biospéologie qu'il devint célèbre.
Il décrivit, seul ou avec Adrien Dollfus, plusieurs genres nouveaux et de nombreuses espèces de cavernicoles : Caecosphaeroma burgundum, Caecosphaeroma faucheri, Caecosphaeroma virei, Stenasellus virea, Niphargus virei, etc.

### Hydrogéologie
Il contribua également à l'étude des eaux souterraines et améliora nos connaissances pour les karsts du Lot, du Tarn et de l'Hérault.
Sur le Causse de Gramat, il étudia plus particulièrement les divers régimes hydrologiques depuis l'émersion jusqu'à nos jours et donna une description du paléo-cours de l'Ouysse. Sur ces problèmes, il publiait en 1931 « Un exemple de superpositions multiples des eaux souterraines : les Causses du Quercy ». Pour réaliser cette étude, il avait utilisé des moyens techniques en avance sur son époque comme la radiotellurie et, faisant appel à la chimie des eaux, il avait observé la sulfatation des eaux de certains ruisseaux de la région de Miers.

### Préhistoire
Il fouilla de nombreux gisements en Quercy, mais aussi dans plusieurs autres régions : Île-de-France, Jura, Dordogne, Corrèze. Ses publications préhistoriques sont fort nombreuses, les plus connues étant celles de Lacave. Il s'intéressa à toutes les époques du Solutréen au Gallo-Romain ; il fit le point sur les camps et enceintes du Néolithique et sur le problème d'Uxellodunum.
Il travailla aussi en archéologie classique sur les périodes du Moyen Âge, il publia d'intéressants documents sur Marcilhac-sur-Célé, Espagnac-Sainte-Eulalie, Carennac, une curieuse étude sur les "calels" et sur les monnaies du IVe au XXe siècle de notre ère.
Enfin, avec le chanoine Albe, il entreprit un important travail, le Dictionnaire des communes du Lot. Celui-ci, pour des raisons inconnues, n'a jamais pu être édité. En revanche, furent publiées dès 1907 deux monographies régionales sur le Lot et la Lozère intitulées Guide du Touriste, du Naturaliste et de l'Archéologue.

### Radiesthésie
En 1913, Henri Mager invita A. Viré à faire partie de la direction du congrès de psychologie expérimentale pour y étudier le comportement des sourciers. Il mit les radiesthésistes Probst, Lebrun et Pélaprat à l'épreuve pour vérifier les plans d'une carrière souterraine à Vincennes. Les trois sourciers résolurent effectivement le problème posé, ajoutant même des détails qui se révélèrent exacts. Viré fut alors convaincu des possibilités offertes par la radiesthésie.
Il constata avec surprise qu'il était lui aussi apte à manier pendule et baguette et très rapidement il devint un des plus célèbres radiesthésistes d'Europe. Il détecta de nombreuses sources et cours d'eau souterrains. Cela lui valut de nouvelles publications spécialisées dont la plus connue est Comment devenir sourcier, ce que j'ai vu, ce que j'ai fait.

## Titres et distinctions
- Doctorat ès sciences en 1899 : Essai sur la faune obscuricole de France
- Membre de la Société préhistorique française en 1911 et président de cette société en 1912, où il obtint le titre de Président d'honneur.
- Président d'honneur de la Société des études littéraires, scientifiques et artistiques du Lot.
- Président de la Société des Amis de la Radiesthésie.
- Membre de la Société d'anthropologie de Paris, membre de la Société d'émulation du Jura[3]
- Membre de nombreuses autres sociétés savantes internationales, nationales et régionales.

## Ouvrages et publications
Abréviations :
- C.R. : Comptes-rendus Académie des Sciences
- B.S.P.F. : Bulletins Société Préhistorique de France
- Anthr. : Bulletin Société Anthropologie
- A.F.A.S. : Association Française pour l'Avancement des Sciences
- A.A.R. : Bulletin de l'Association des Amis de la Radiesthésie